# 北河岸 (佛羅里達州)
北河岸（英語：North River Shores）是位於美國佛羅里達州馬丁縣的一個人口普查指定地區。

## 地理
北河岸的座標為27°13′23″N 80°16′15″W / 27.22306°N 80.27083°W，而該地最高點為海拔高度1米（即3英尺）。

## 人口
根據2010年美國人口普查的數據，北河岸的面積為5.00平方千米，當中陸地面積為3.40平方千米，而水域面積為1.60平方千米。當地共有人口3101人，而人口密度為每平方千米620人。